# NGC 1364
NGC 1364 (również PGC 13253) – galaktyka spiralna (Scd), znajdująca się w gwiazdozbiorze Erydanu. Odkrył ją w 1886 roku Frank Muller.